# Stückgießerei (Hannover)
Die Stückgießerei in Hannover, auch Gießhof genannt, war eine im 18. Jahrhundert zur Anfertigung von Kanonen und Kirchenglocken eingerichtete Immobilie. Der Standort dieser Stückgießerei lag vor dem ehemaligen Steintor der Stadt.

## Geschichte
Nach dem Ende des Siebenjährigen Krieges wurden zur Zeit des Kurfürstentums Braunschweig-Lüneburg große Teile der Stadtbefestigung Hannovers demoliert. Bald darauf wurde vor dem abgebrochenen Steintor im Auftrag der Landesregierung vor dem neuen Steintor in den Jahren 1782 bis 1783 nach Plänen des Ingenieurhauptmanns Gotthard Christoph Müller die Landesherrliche Stückgießerei errichtet. Dabei entstand „eine schöne, große, aus einem Haupt- und zwei Flügel-Gebäuden“ bestehende, „sehr angemessen verzierte Anlage“ mit einem geräumigen Vorplatz.
Zwar hatte der hannoversche Bürger Conrad Ernst Bartels schon zuvor neben Kirchenglocken auch Produkte wie „Feuersprützen“, metallene Rohre und Garten-Fontänen angeboten, doch erst im ersten Adressbuch Hannovers von 1898 war er als Verwalter der Stückgießerei „vor dem Steinthore“ verzeichnet, während dort nun der Stückgießer und Oberfeuerwerker Johann Heinrich Bartels eigene Werke schuf.
Während der sogenannten „Franzosenzeit“, die am 5. Juni 1803 durch die Besetzung Hannovers durch die Truppen von Napoleon Bonaparte unter General Édouard Adolph Mortier ihren Anfang nahm und sich später im Königreich Westphalen fortsetzte, beschlagnahmten die Franzosen „die schöne Bohrmaschine“ aus der Stückgießerei und schafften sie nach Straßburg.
Nach der Schlacht bei Waterloo und der Errichtung des Königreichs Hannover wurde die Stückgießerei nach Stade verlegt. Das Gebäude des hannoverschen Gießhauses wurde dann vor allem als Kaserne für das erneut gebildete hannoversche Artillerie-Corps genutzt.

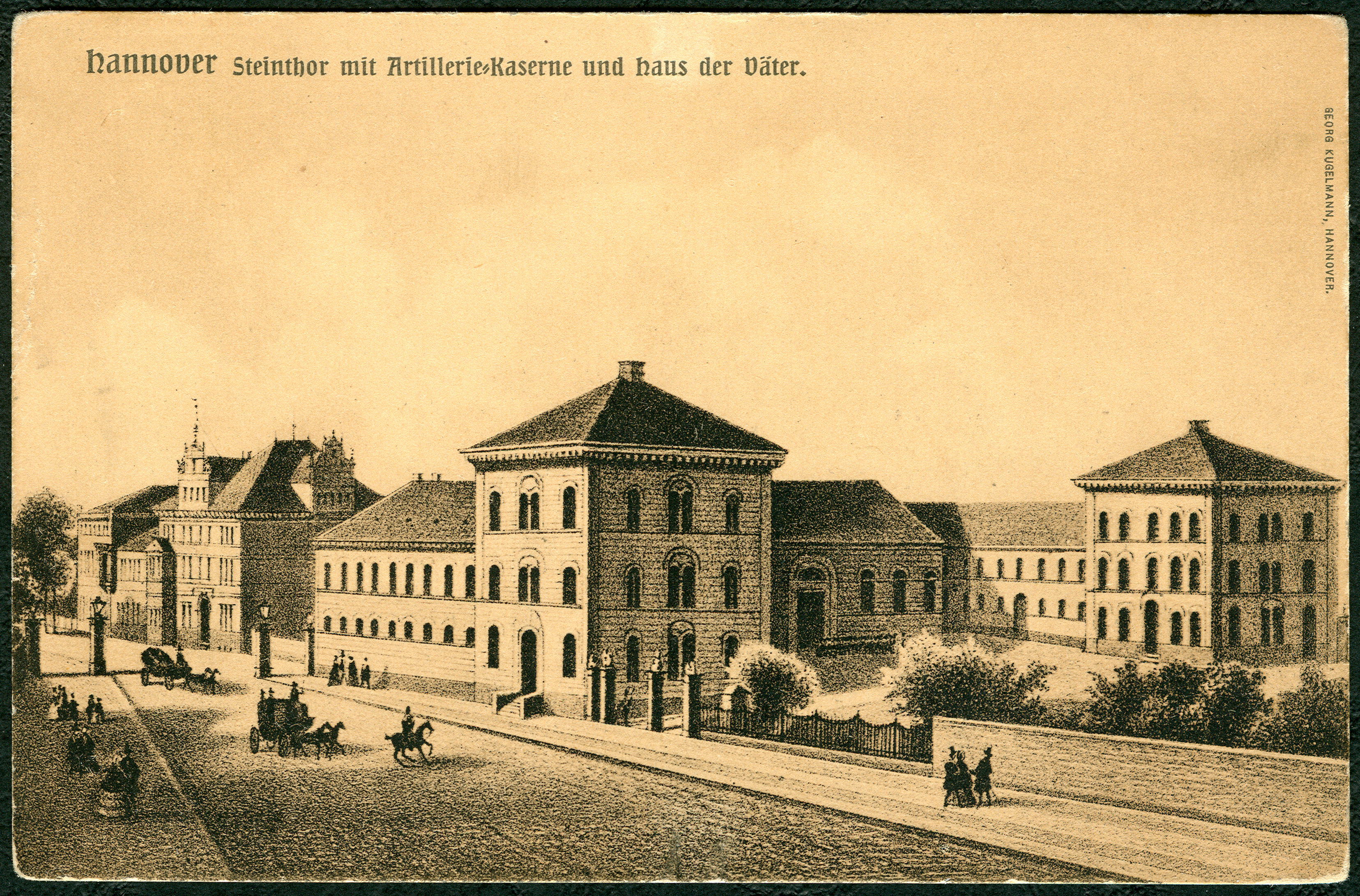
Die Artilleriekaserne am Steintor mit Blick in Richtung Lange Laube;
Ansichtskarte Serie B. 04 von Georg Kugelmann nach einer Lithographie von Wilhelm Kretschmer

Erst nach dem Ende der Personalunion zwischen Großbritannien und Hannover und dem Einzug von König Ernst August in die Residenzstadt Hannover wurde das Gebäude der ehemaligen Stückgießerei abgebrochen und an ihrer Stelle im Jahr 1838 die Artilleriekaserne am Steintor erbaut.

## Abbildungen
Eine Sepia-Zeichnung mit einer belebten Ansicht der Landesherrlichen Stückgießerei mit Blick vom neuen Steintor in die Georgstraße fand sich im 20. Jahrhundert im Stadtarchiv Hannover.